# گورستان کول سی
قبرستان کول سی مربوط به دوران پیش از تاریخ ایران باستان است و در شیروان و چرداول، جاده اصلی ایلام به سرابله، منطقه قهوه‌خانه واقع شده و این اثر در تاریخ ۱۷ اسفند ۱۳۸۱ با شمارهٔ ثبت ۷۹۸۳ به‌عنوان یکی از آثار ملی ایران به ثبت رسیده است.